# 影藝戲院
影藝戲院（CineArt Cinema）是香港一間戲院院線，是香港第四大院線。由銀都機構旗下公司銀都娛樂營運，現旗下有4間戲院。該院線在2025年8月在香港的市場佔有率約為8%。

## 历史

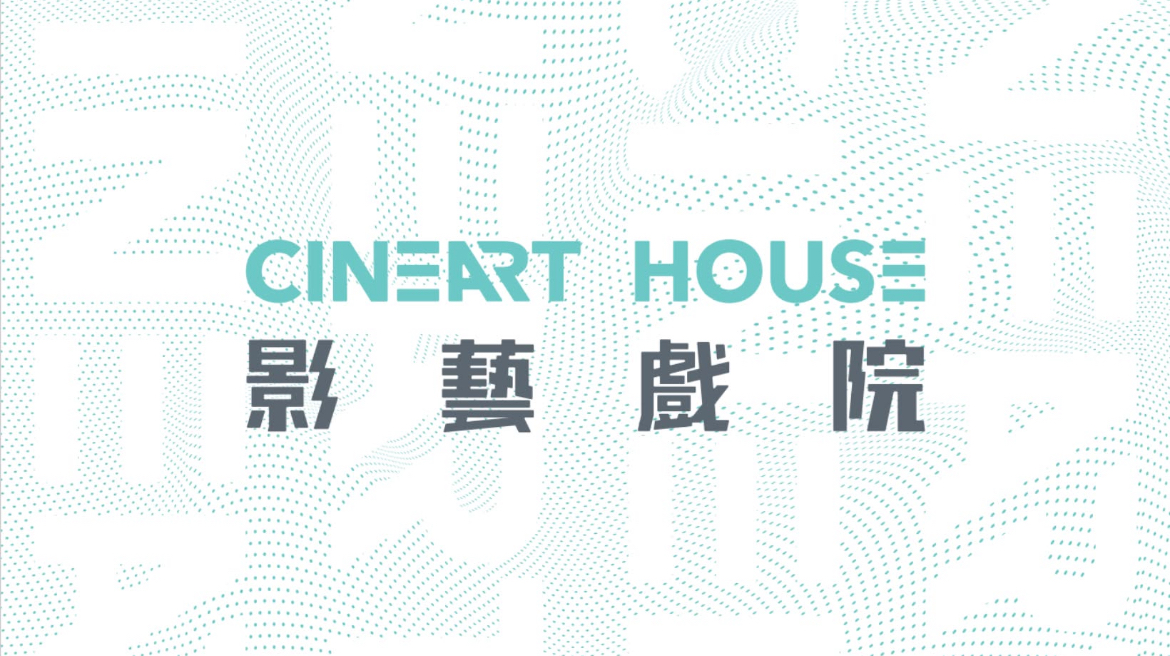
影藝戲院標誌之一

戲院於1988年創立初期，在灣仔港灣道30號新鴻基中心開業，定位原為專門播放非主流藝術電影的戲院，服務香港18年，於2006年11月30日結業。及後於2009年4月1日在九龍灣淘大商場百老匯九龍灣戲院原址重開，並於2018年3月28日因租約期滿而結業。
2019年12月27日，戲院在九龍城廣場二樓原九龍城戲院位置重開。而定位開始由放映藝術電影過渡至藝術及商業電影各佔一半。
2021年7月7日，接手原址在青衣城二期三樓的UA青衣城戲院，以影藝戲院（青衣城）名稱開業，亦是影藝戲院院線化的開端。
2023年，影藝接手原Cinema City營運的銅鑼灣JP戲院的營運權，並在同年下半年開業。亦標誌着影藝戲院自2006年灣仔舊址結業後，重返港島地區。
2024年8月20日，影藝戲院在社交平台宣布，旗下影藝戲院（九龍城）因租約期滿，於同月26日結束營業。
2025年5月，影藝接手原MCL營運位於鑽石山荷里活廣場的MCL Cinemas Plus+ 荷里活戲院，時隔約1年重返九龍區，並更名為CineArt Hollywood。同時戲院英文品牌亦由「Cine-Art House」改為「CineArt Cinema」，CineArt Hollywood在同年7月12日正式開業。
2025年6月宣佈接手原嘉禾營運位於九龍灣Megabox的嘉禾Megabox，是影藝戲院一個月內再度承租新戲院，亦首次擁有IMAX影院。並在原嘉禾Megabox結業1個月後的7月10日改名為CineArt MegaBox重開。
影藝戲院原先使用立基集團旗下的購票通（Cityline）平台提供網上購票服務，後來適逢銅鑼灣JP戲院開業，影藝戲院另行採用了新的購票系統，並推出自家會員計劃。在CineArt MegaBox開業後再次更新購票系統。

## 旗下戲院
截至2025年8月，在香港有4間戲院，共21個影廳，約3,784個座位。
- 影藝戲院（青衣城）CineArt Maritime Square （2021年7月7日－）

2021年3月，包括青衣城戲院的娛藝全線戲院結業。該戲院由影藝戲院接手，並於同年7月7日開業。
6間影院合共提供663個座位。
- 影藝戲院（銅鑼灣）CineArt JP（2023年6月7日－）

接手原Cinema City營運的銅鑼灣JP戲院的營運權。在2023年6月7日開業。
2間影院共660個座位。
- 影藝戲院（MegaBox）CineArt MegaBox（2025年7月10日－）

接手原嘉禾營運的嘉禾MegaBox的營運權。成為旗下戲院首次擁有IMAX影廳。並在嘉禾MegaBox結業1個月後的7月10日開業。
7間影院近850個座位。
- 影藝戲院（鑽石山）CineArt Hollywood（2025年7月12日－）

接手原MCL營運的MCL Cinemas Plus+ 荷里活戲院的營運權。在2025年7月12日開業。
6間影院共1,611個座位。

## 已結業戲院

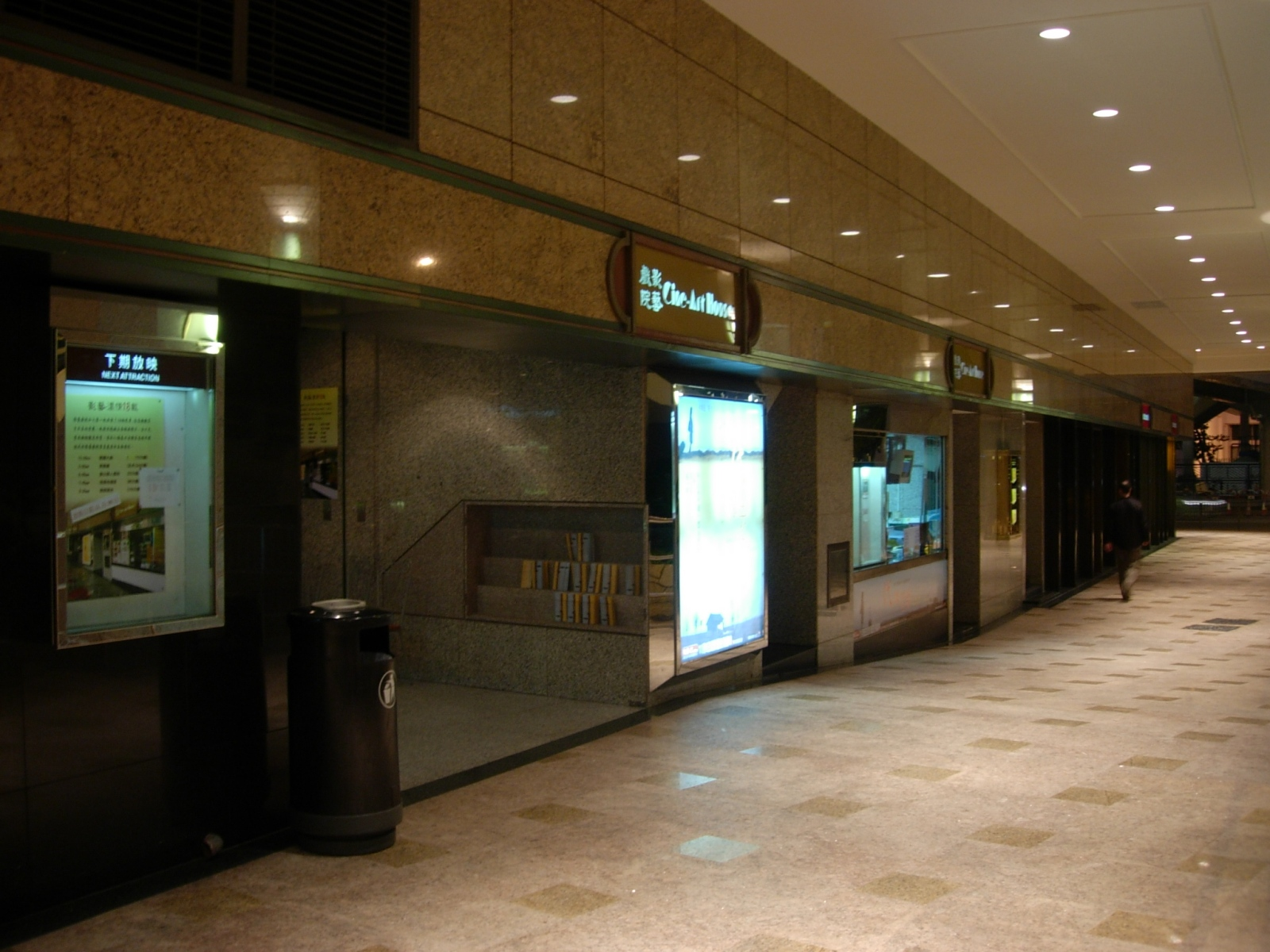
灣仔影藝戲院外觀

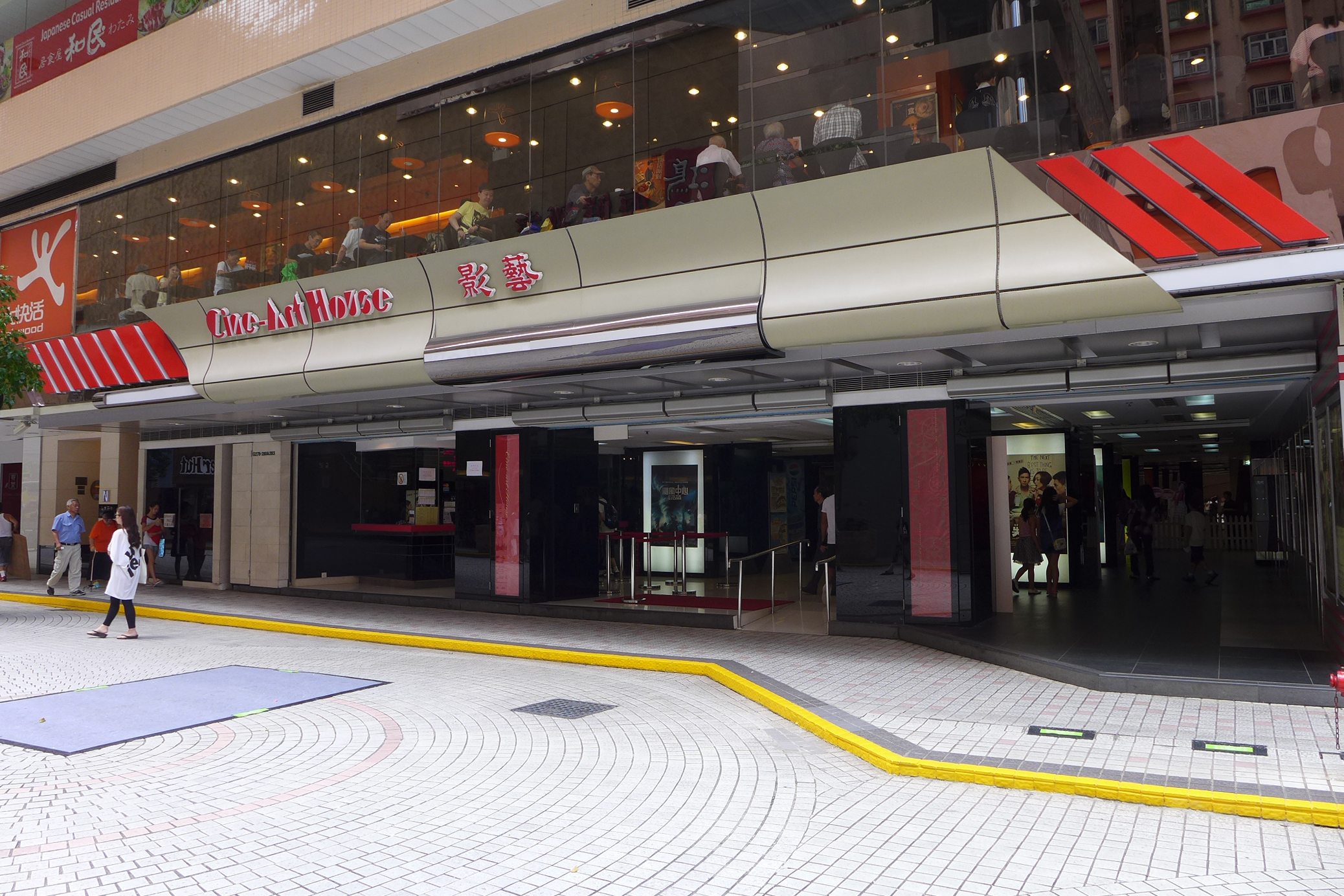
九龍灣影藝戲院

灣仔舊址（1988年7月8日－2006年11月30日）
1988年7月8日，影藝戲院開幕，由具有中資背景的銀都機構創辦，是當時香港第一間採用多間戲院銀幕設計的戲院，座位亦較當時其他戲院寬闊，主要播放中國大陸、日本及歐洲的非主流藝術電影。
影藝戲院首兩部上映的電影為中國大陸的《孩子王》及台灣的《尼羅河女兒》。歷年最賣座電影則為日本電影《搶錢家族》，自1990年12月20日起於影藝獨家上映，直至1992年5月27日止，共上映524日，成為香港歷史上放映期最長的電影，票房收入超過1,000萬元；而日本電影《情書》、《世紀末暑假》、《五個相撲的少年》及《東京物語》亦曾在影藝戲院上映。而最後一部在影藝戲院公映的電影為《代課老師》。
戲院設有兩個院：
- 1院：128個座位
- 2院：148個座位

2006年，由於戲院連續出現虧蝕，銀都機構決定在11月30日晚上9時半放映最後一場電影，並正式結業。同日從歷年放映的內地電影中選出5套，包括《開國大典》、《芙蓉鎮》、《那山那人那狗》、《我想有個家》及《朗朗星空》重新播放，免費招待電影迷欣賞回味。原址將由大業主新鴻基地產改為食肆。
九龍灣舊址（2009年4月1日－2018年3月28日）
2009年3月31日，位於九龍灣淘大商場百老匯戲院結業，影藝戲院於翌日4月1日開始接手重新經營。
在營運當時影藝戲院設有3個影院，各影院皆備有杜比7.1環繞聲音響系統：
- 1院：199個座位
- 2院：243個座位
- 3院：254個座位

當時影藝戲院主要播放主流電影，設3D放映系統，票價比其他院線便宜，為觀眾提供廉宜的選擇。
2016年8月，低成本中國內地電影《請把你的窗戶打開》在九龍灣淘大影藝戲院獨家上映一周一天五場。
2018年3月28日，因租約期滿而再次結業，往後UA娛藝及後MCL接手營運。
影藝戲院（九龍城）（2019年12月27日－2024年8月26日）
2019年12月27日，於九龍城廣場二樓原九龍城戲院位置開業，2024年8月26日，因租約期滿結業。
設有三間影廳，提供232個座位。

## 交通
影藝戲院（青衣城）CineArt Maritime Square
影藝戲院（銅鑼灣）Cineart JP
影藝戲院（MegaBox）CineArt MegaBox
影藝戲院（鑽石山）CineArt Hollywood

## 資料來源
1. ↑  . 講。鏟。片. 2023-04-29  [2023-05-11]. （原始内容存档于2023-05-11）.
2. ↑  . 講。鏟。片. 2023-05-11  [2023-05-11]. （原始内容存档于2023-05-31）.
3. ↑  . HK01. 2024-08-20.
4. ↑  . 講。鏟。片. 2025-05-22.
5. ↑  Cityline | CineArt （页面存档备份，存于）
6. ↑  . 講。鏟。片. 2021-05-22  [2021-05-22]. （原始内容存档于2021-06-12）.
7. ↑  Ryan. . 講。鏟。片. 2021-07-07  [2021-07-10]. （原始内容存档于2021-07-11） （中文（臺灣））.
8. ↑  . 明報新聞網 - 每日明報 daily news.   [2025-06-04] （中文（繁體））.

## 外部連結
- 影藝戲院官方網頁
- 影藝戲院官方Facebook專頁
- 映期神話　影藝締造 （页面存档备份，存于）
- 當年文青聖地 影藝戲院今日結業 （页面存档备份，存于） 電影LOL 2018年3月28日